# Edithburgh
Edithburgh – miasto w Australii, w stanie Australia Południowa.